# Greyhound Cyclecar

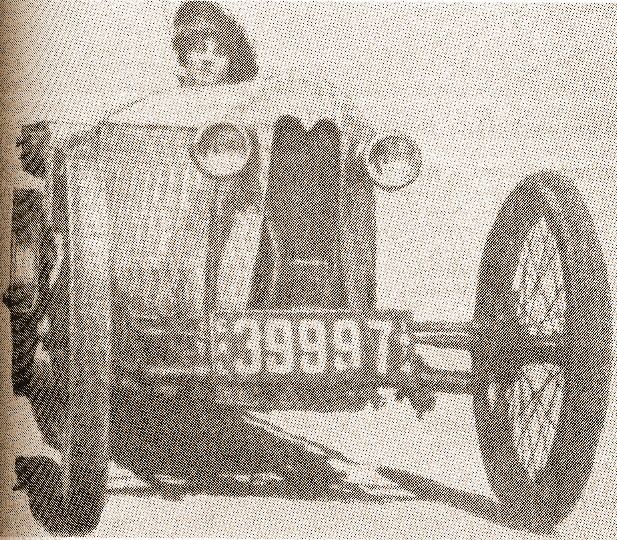
Greyhound Cyclecar (1914)

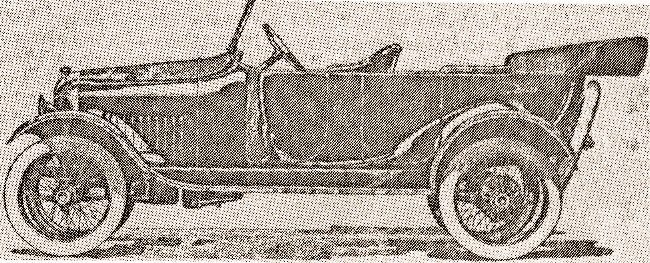
Greyhound Light Car (1916)

Die Greyhound Cyclecar Company war ein US-amerikanischer Automobilhersteller in Toledo (Ohio) und Kalamazoo (Michigan). Eigentümer waren W. D. Smith aus Toledo, F. C. Bonine aus Kalamazoo und James H. Johnson, ebenfalls aus Kalamazoo.

## Beschreibung
1914 wurde vom Werk in Toledo ein Fahrzeug unter dem Namen Greyhound angeboten, das mindestens 2400-mal gebaut werden sollte. Allerdings gingen bei Weitem nicht so viele Bestellungen ein. Das erste Modell wird zwar als Cyclecar bezeichnet, allerdings erfüllte es das Hubraum-Kriterien nicht. Der Zweizylindermotor hatte 88,9 mm Bohrung, 93,218 mm Hub und 1157 cm³ Hubraum.
1915 wurde der Firmensitz und die Fertigung nach Kalamazoo verlegt. Auch dieser Versuch scheint nicht erfolgreich verlaufen zu sein, denn noch im März 1915 wurde die Firma in States Motor Car Company umbenannt; das Produkt hieß allerdings weiterhin Greyhound. Dieser Wagen war jedoch kein Cyclecar mehr, sondern ein Leichtfahrzeug. 1916 wurde das Werk von anderen Geschäftsleuten übernommen und in States Motor Car Manufacturing Company umbenannt. Noch bis 1918 entstanden dort Automobile unter dem Namen States.
Das Greyhound-Cyclecar hatte einen wassergekühlten Vierzylinder-Reihenmotor mit 1287 cm³ Hubraum und 14/18 hp (13,2 kW), dessen Kraft über eine Konuskupplung, ein Stirnradgetriebe und eine Kardanwelle an die Hinterräder weitergeleitet wurde. Der Wagen war bereits mit einem elektrischen Anlasser ausgestattet. Der Tandem-Roadster hatte einen Radstand von 2642 mm und eine Spurweite von 1016 mm. Sein Preis lag bei US$ 385,–.
Das Greyhound-Leichtfahrzeug war als zweisitziger Roadster oder fünfsitziger Tourenwagen erhältlich. Sein Vierzylindermotor leistete 30 bhp (22 kW) und der Radstand betrug 2692 mm.

## Modelle
| Modell    | Bauzeitraum | Zylinder | Leistung         | Radstand | Aufbauten                             |
| --------- | ----------- | -------- | ---------------- | -------- | ------------------------------------- |
| Cyclecar  | 1914–1915   | 4 Reihe  | 18 bhp (13,2 kW) | 2642 mm  | Roadster 2 Sitze (Tandem)             |
| Light Car | 1915–1916   | 4 Reihe  | 30 bhp (22 kW)   | 2692 mm  | Roadster 2 Sitze, Tourenwagen 5 Sitze |